# Leptoconops mooloolabaensis
Leptoconops mooloolabaensis är en tvåvingeart som först beskrevs av Smee 1966.  Leptoconops mooloolabaensis ingår i släktet Leptoconops och familjen svidknott. Inga underarter finns listade i Catalogue of Life.